# 유지니아 찰스
유지니아 찰스 여사(Dame Eugenia Charles, DBE, 1919년 5월 15일~2005년 9월 6일)는 도미니카 연방의 정치인으로, 1980년 7월 21일부터 1995년 6월 14일까지 총리를 지냈다.
도미니카 연방 최초의 여성총리이자 가장 긴 기간 재임한 총리이며, 카리브 제도에서 여성으로서는 네덜란드령 안틸레스의 루신다 다 코스타 다음으로 당선된 두 번째 총리이다. 세계에서는 인도의 인디라 간디와 스리랑카의 시리마보 반다라나이케 다음으로 긴 기간 재임했으며, 세계에서 가장 긴 기간 연속하여 재임하였다.

## 서훈
- 1991년 대영 제국 훈장 2등급(DBE, 작위급 훈장)